# Linda Lewis (piosenkarka)
Linda Lewis wł. Linda Ann Fredericks (ur. 27 września 1950 w West Ham dzielnicy Londynu, zm. 3 maja 2023) – brytyjska piosenkarka, autorka tekstów i gitarzystka.

## Kariera
Najbardziej znana jest z singli „Rock-a-Doodle-Doo” (1973), „Sideway Shuffle” (1973) i jej wersji „Shoop Shoop Song (It's in His Kiss)” Betty Everett (1975). Jej dyskografia obejmuje albumy solowe, Lark (1972), Not a Little Girl Anymore (1975), Woman Overboard (1977) i późniejszy Second Nature (1995), które odniosły sukces w krajach takich jak m.in. Japonia. Lewis zapewniała także chórki innym artystom, w tym Davidowi Bowie, Alowi Kooperowi, Catowi Stevensowi, Steve'owi Harleyowi, Rickowi Wakemanowi, Rodowi Stewartowi, Peterowi Bardensowi i Joan Armatrading.
Była najstarszą z sześciorga dzieci, z których troje robiło również karierę wokalną. Lewis była gitarzystką i klawiszowcem-samoukiem, pod wpływem Harry'ego Nilssona, Billie Holiday i Smokey Robinsona, a także czerpała inspirację od innych, takich jak Joni Mitchell. Jej muzyka łączyła folk, funk i soul.

## Życie prywatne i śmierć
Lewis poślubiła innego muzyka Jima Cregana w 1977 roku, ale po trzech latach rozwiedli się. Lewis powiedziała później: „Byliśmy zbyt daleko od siebie – zwłaszcza po tym, jak Jim dołączył do zespołu Roda Stewarta – i oboje byliśmy niewierni”. W 2004 roku wyszła za mąż za agenta muzycznego Neila Warnocka, z którym była do swojej śmierci.
Lewis zmarła spokojnie w domu 3 maja 2023 roku w wieku 72 lat.